# La Bonita, San Luis Potosí
La Bonita är en ort i Mexiko.   Den ligger i kommunen Matehuala och delstaten San Luis Potosí, i den centrala delen av landet, 500 km norr om huvudstaden Mexico City. La Bonita ligger 1 463 meter över havet och antalet invånare är 117.
Terrängen runt La Bonita är platt åt nordväst, men åt sydost är den kuperad. Runt La Bonita är det ganska tätbefolkat, med 75 invånare per kvadratkilometer. Närmaste större samhälle är Matehuala, 19,0 km norr om La Bonita. Omgivningarna runt La Bonita är i huvudsak ett öppet busklandskap.